# 鳩之澤溫泉
24°32′43″N 121°30′29″E / 24.5453779°N 121.5081831°E

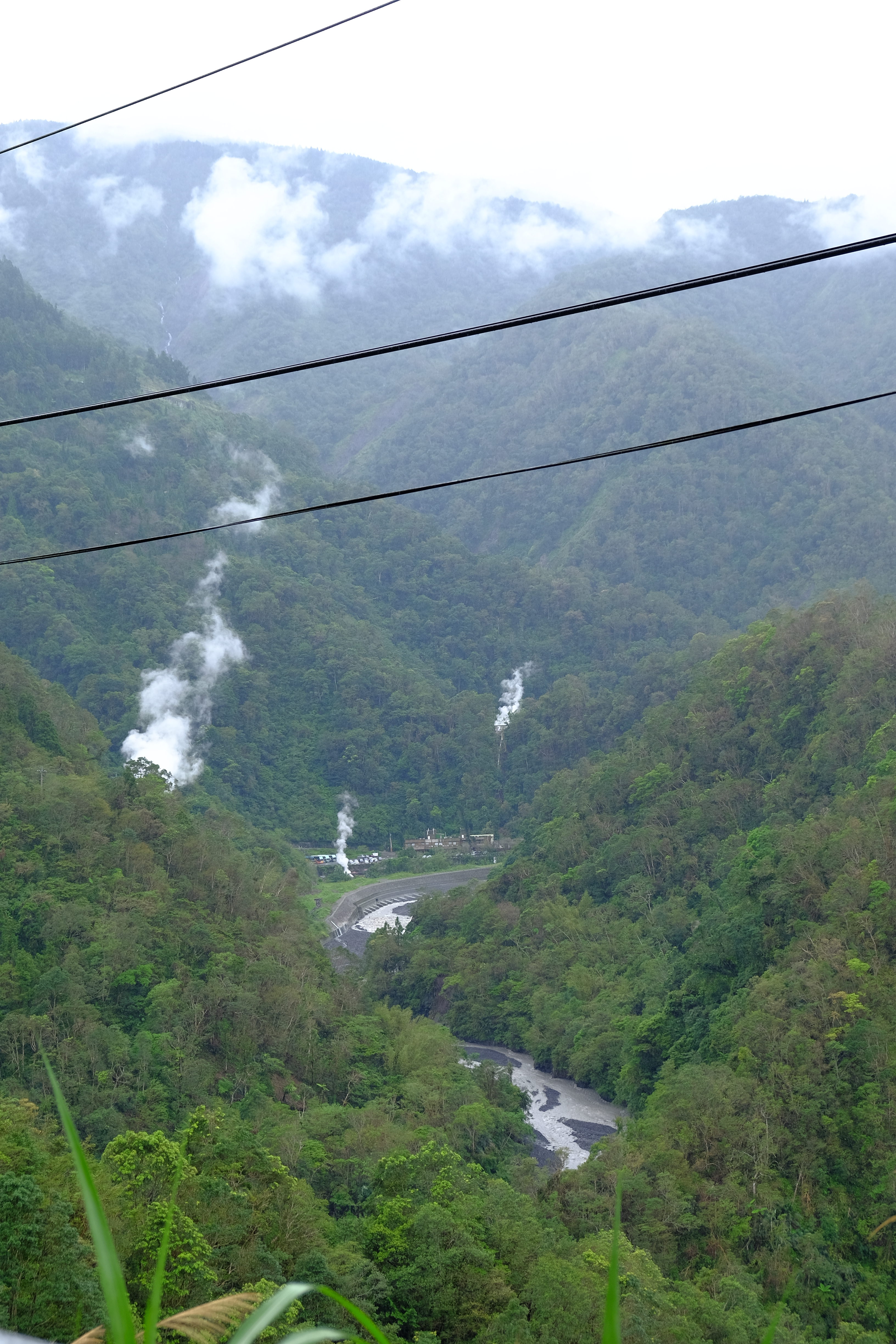
鳩之澤溫泉

鳩之澤溫泉，當地人稱為燒水（臺羅：Sio-tsuí），為台灣宜蘭縣大同鄉太平村太平山國家森林遊樂區內的一個溫泉，位於土場溪（多望溪）畔，海拔約520公尺。日治時期稱「旭澤」（Asahizawa）或「鳩之澤」（Hatonozawa），日人以其溪谷穿越，形成澤地，每日清晨可見大量鳩鴿群在天空飛翔因而命名。戰後，「燒水」一名用於地址，而溫泉本身因日式地名意味濃厚，於1970年由林務局改名仁澤溫泉，2006年復名「鳩之澤溫泉」。

## 泉質
鳩之澤溫泉屬於弱鹼性碳酸氫鈉泉。溫泉溫度頗高，經常在95℃以上，可煮沸食物，故園區闢有水槽兩座供遊客煮蛋、番麥（玉米）。其泉水送入山莊後仍保持75℃左右，水質清澈無味，屬鹼性碳酸鈣，浴）後滑潤感非常舒暢，具理療美容效能。

## 外部連結
- 經濟部中央地質調查所《台灣溫泉露頭資源網》 （页面存档备份，存于）
- Burt《鳩之澤溫泉介紹》 （页面存档备份，存于）
- 林清池，林務局太平山工作站主任《太平山林業開發史》吳三連台灣史料基金會 （页面存档备份，存于）
- 鳩之澤自然步道 - 山林悠遊網 （页面存档备份，存于）
- 太平山國家森林遊樂區入口網-鳩之澤自然步道 （页面存档备份，存于）
- 林務局 - 鳩之澤自然步道 （页面存档备份，存于）